# (6404) Vanavara
(6404) Vanavara es un asteroide perteneciente al cinturón de asteroides, descubierto el 6 de agosto de 1991 por Eric Walter Elst desde el Observatorio de La Silla, Chile.

## Designación y nombre
Designado provisionalmente como 1991 PS6. Fue nombrado  así por la ciudad cerca del río Podkammenaya Tunguska en Siberia. El 30 de junio de 1908, un gran bólido, probablemente un fragmento de asteroide, explotó en la atmósfera, a unos 70 km al norte de Vanavara. Casi 2000 kilómetros cuadrados del bosque de taiga fueron aplastados repentinamente. Los pastores de renos tungus, que vivían en los bosques, fueron arrojados al suelo y muchos de ellos perdieron sus rebaños y tipis. Varias casas en Vanavara resultaron dañadas. Con motivo de la 37ª expedición a Tunguska, el descubridor fue recibido muy calurosamente por la gente de Vanavara.

## Características orbitales
Vanavara está situado a una distancia media del Sol de 3,062 ua, pudiendo alejarse hasta 3,348 ua y acercarse hasta 2,776 ua. Su excentricidad es 0,093 y la inclinación orbital 4,274 grados. Emplea 1957,19 días en completar una órbita alrededor del Sol.
Los próximos acercamientos a la órbita de Júpiter ocurrirán el 2 de diciembre de 2035, el 24 de junio de 2045 y el 9 de octubre de 2094.

## Características físicas
La magnitud absoluta de Vanavara es 13,20. Tiene 17,276 km de diámetro y su albedo se estima en 0,045.